# ヒメミズカマキリ
ヒメミズカマキリ（Ranatra unicolor、姫水蟷螂）は、カメムシ目・タイコウチ科に分類される水生昆虫（水生カメムシ類）の一種。本種より一回り大きいミズカマキリに近縁である。その名の通り、カマキリに似ているが、全く別の種類である。

## 特徴
体長：成虫 24－32㎜、幼虫 20㎜。ミズカマキリよりも小さい。より水生植物の多い水域を好む傾向がある。平野部では姿を消しつつあるが、状態の良い山間部のため池などではまだ比較的個体数は多い。
| サブスタブ | この項目は、まだ閲覧者の調べものの参照としては役立たない、書きかけの項目です。この項目を加筆・訂正などしてくださる協力者を求めています。このテンプレートは分野別のサブスタブテンプレートやスタブテンプレート（Wikipedia:分野別のスタブテンプレート参照）に変更することが望まれています。 |